# Aleksandra Akimova
Pour les articles homonymes, voir Akimov.
Aleksandra Fédorovna Akimova (en russe : Александра Фёдоровна Акимова), née le 5 mai 1922 à Skopinsky et morte le 29 décembre 2012 à Moscou, est une navigatrice aérienne dans un escadron du 588e NBAP pendant la Seconde Guerre mondiale. En 1994, elle devient l'une des quelques femmes ayant reçu le titre d'héroïne de la fédération de Russie.

## Enfance
Akimova est née le 5 mai 1922 dans une famille de paysans du village de Skopinsky dans le gouvernement de Riazan de la république socialiste fédérative soviétique de Russie. Après avoir obtenu son diplôme de l'école secondaire, elle commence des études d'Histoire à l'Institut Pédagogique de Moscou ainsi que des cours de soins infirmiers. Après l'invasion allemande de l'Union soviétique en 1941, elle demande à s'enrôler dans l'Armée rouge, mais sa demande est initialement refusée et elle est alors envoyée aider à la construction de fortifications défensives autour de Mojaïsk.

## Carrière militaire
Après que Marina Raskova ai poussé Staline à approuver la création de trois régiments de l'armée de l'air féminins, les femmes ayant demandées à rejoindre à l'armée mais qui avaient été refusées sont rappelées et envoyées à l'entraînement. Beaucoup d'entre eux sont envoyées à l'école d'aviation militaire Engel à Saratov. Akimova est mise dans un groupe d'apprenties navigatrices, où elle suit un cours accéléré de navigation, cours qui dure trois ans en temps de paix mais qui fut compressé en trois mois en raison de la guerre. Après avoir terminé le cours, les aviatrices sont déployées sur le Front du Sud en mai 1942, mais Akimova n'est pas désignée pour participer à un vol avant mars 1943. À partir de là et jusqu'à la fin de la guerre en 1945, Akimova fait 715 sorties de combat sur une biplan Polikarpov Po-2. En avril 1945, elle est nommée pour le titre d'héroïne de l'Union soviétique sous l’impulsion de Konstantin Vershinin (en) et du maréchal de l'Union soviétique, Konstantin Rokossovski, mais les papiers de la candidature sont égarés avant d'arriver devant le Soviet Suprême. Sa candidature la cite comme ayant accumulée 805 heures de vol de combat et 680 sorties en avril 1945, sorties pendant lesquelles elle a lancé 94 tonnes de bombes, détruisant deux dépôts de munitions, deux bacs, deux projecteurs, et sept voitures ainsi que le largage de 450 000 dépliants anti-allemands,.

## Après-guerre
Après la fin de la guerre, Akimova est démobilisée de l'armée en octobre 1945 et retourne à ses études à l'Institut pédagogique de Moscou. En 1952, elle commence à enseigner à l'Institut d'aviation de Moscou, où elle enseigne pendant 40 ans jusqu'à sa retraite en 1992,.
En 1994, elle reçoit le titre d'héroïne de la fédération de Russie pour son service dans l'armée pendant la Seconde Guerre mondiale, après que l'information sur sa nomination perdue pour le titre d'héroïne de l'Union soviétique soit devenue publique. Elle est également une membre active du mouvement des anciens combattants et participe à de nombreux défilés de la victoire. Elle meurt le 29 décembre 2012 et est enterrée au Cimetière Troïekourovskoïe de Moscou.

## Hommages
- En décembre 2015, une plaque et un buste en bronze sont installés au numéro 8 de la route Volokolamsk à Moscou où elle vécut de 1956 à 1966[6].

## Distinctions
- Héroïne de la fédération de Russie
- Ordre de Lénine
- Ordre du Drapeau rouge[7]
- Trois ordres de la Guerre patriotique[1],[8],[9]
- Ordre de l'Étoile rouge[10]
- Médaille du Courage[11]
- Médailles de campagne et de jubilé[12]
- Médaille pour la Libération de Varsovie
- Médaille pour la défense du Caucase